# Alexander Archer Vandegrift
El general Alexander Archer Vandegrift CB, KBE (13 de març de 1887 – 8 de maig de 1973) va ser un oficial del Cos de Marines dels Estats Units. Comandà la 1a Divisió de Marines a la victòria en la primera ofensiva terrestre nord-americana de la Segona Guerra Mundial, la batalla de Guadalcanal. Per les seves accions durant la Campanya de les Illes Salomó va ser condecorat amb la Medalla d'Honor. Vandergrift després serviria com a 18è Comandant del Cos de Marines, sent el primer Marine a ostentar el rang de general de quatre estrelles en el seu servei actiu.

## Biografia
Alexander Archer Vandegrift va néixer a la petita ciutat de Charlottesville, Virginia, on el seu pare era arquitecte i contractista. El jove Vandergrift, conegut com a "Archer", estava interessat en la milícia, tant de llegir novel·les d'història militar com de les històries que li explicaven familiars que havien lluitat en diverses guerres. (els seus dos avis havien lluitat amb l'Exèrcit Confederat a la Guerra Civil Americana).
Després de no aconseguir ser admès a West Point, assistí a la Universitat de Virgínia durant 3 anys; va ser nomenat oficial del Cos de Marines després d'un examen d'una setmana de durada el 1908, esdevenint tinent de 2a el 22 de gener de 1909.

### Les Guerres Bananeres
Després de fer la instrucció a l'Acadèmia d'Oficials dels Marines de Port Royal, Carolina del Sud, va ser destinat a les Casernes dels Marines a Portsmouth, New Hampshire. El 1912 va ser enviat al Carib, primer a Cuba i després a Nicaragua. Participà en el bombardeig, assalt i conquesta de Coyotepe (Nicaragua). El 1914, participà en els combats relatius a l'ocupació de Veracruz, a Mèxic.
El desembre de 1914, després de ser promogut a tinent, assistí el Curs Avançat a les Casernes dels Marines de Philadelphia (Pennsilvània). Després s'embarcà a Haití amb el 1r de Marines, i participà en les accions contra els bandits Cacos a Le Trou i Fort Capois, Haití.
L'agost de 1916 va ser promogut a capità i esdevingué membre de la policia a Port au Prince, on es va estar fins al desembre de 1918. Tornà de nou a Haití al juliol de 1919 per servir amb la Gendarmeria d'Haití com a Inspector de Policia. Va ser promogut a major al juny de 1920.

### Dècades de 1920 – 30
El major Vandegrift tornà als Estats Units a l'abril de 1923 i va ser assignat a Quantico, Virgínia. Completà el cur d'oficials de camp a l'Acadèmia del Cos de Marines al maig de 1926, sent transferit a la base de San Diego, California com a Adjunt del Cap d'Estat Major.
Al febrer de 1927 salpà cap a la Xina, on serví com a oficial d'operacions i d'entrenament del 3r de Marines, amb quarter general a Tientsin. Va marxar cap a Washington DC al setembre de 1928 per exercir com a Assistent al Cap Coordinador, de l'Oficina de pressupostos.
Després de la seva estada a Washington, tornà a Quantico per ser Adjunt al Cap d'Estat Major, secció G-1, Força Marine de la Flota. Durant aquest destí, va ser promogut a tinent coronel al juny de 1934.
De tornada a la Xina al juny de 1935, el tinent coronel Vandegrift serví amb èxit com a oficial executiu i comandant del Destacament de Marines de l'Ambaixada Americana a Peiping. Promogut a coronel al setembre de 1936, el coronel Vandegrift tornà al Quarter General del Cos de Marines a Washington DC al juny de 1937, on esdevingué Secretari Militar del Comandant del Cos de Marines, major general Thomas Holcomb. Al març de 1940 va ser nomenat Vicecomandant del Cos de Marines i promogut a brigadier general a l'abril del mateix any.
Vandegrift aplicà la seva considerable experiència en desembarcaments amfibis per treballar en el Manual d'Operacions de Desembarcament. Aquest document codificava un valuós coneixement teòric que el Cos havia adquirit sobre la guerra amfíbia.

### Segona Guerra Mundial

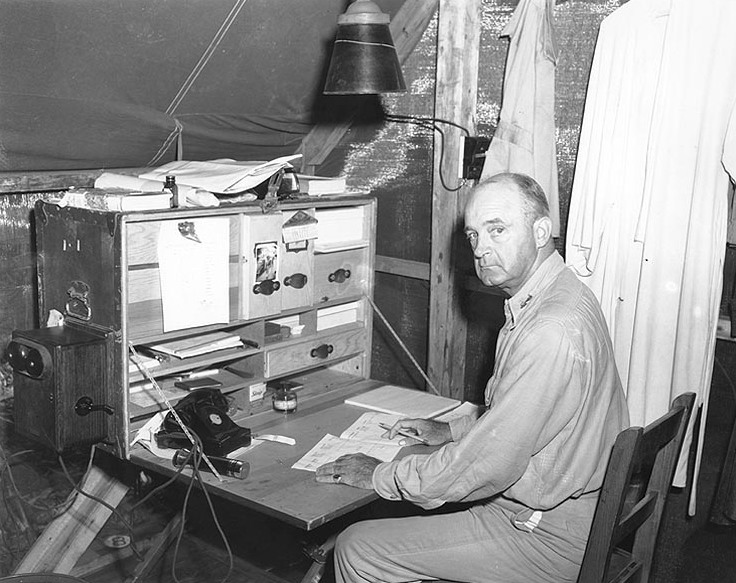
El major general Vandegrift, 1942, a la seva tenda de comandament a Guadalcanal.

El brigadier Vandergrift va ser destinat amb la 1a Divisió de Marines al novembre de 1941, poc abans que els Estats Units entressin a la Segona Guerra Mundial. L'almirall Ernest King va dir a Vandergrift que no caldria que la seva divisió hagués d'entrar en combat abans de 1943, per això va ser tota una sorpresa quan a març de 1942 va ser promogut a major general i embarcat cap a la Zona del Pacífic Sud com a comandant de la primera divisió de Marines que abandonava mai les costes dels Estats Units. El 7 d'agost de 1942, desembarcava a les illes Salomó en la primera gran acció ofensiva a gran escala estatunidenca contra els japonesos, que seria la primera ofensiva terrestre de la Segona Guerra Mundial. La prematura marxa de les unitats de la Marina deixà als Marines a Guadalcanal curts de munició, menjar, radars, ràdios, equipament de construcció i material de tota mena. Davant aquestes circumstàncies, Vandergrift mostrà un lideratge decidit, amb una determinació i persistència durant tota la campanya que esdevindrien claus per al seu resultat. Si era necessari, planejà fins i tot endinsar-se a la jungla amb els seus homes i lluitar una guerra de guerrilles abans de rendir-se. Pel seu destacat servei com a comandant general de la 1a Divisió de Marines durant els atacs a Guadalcanal, Tulagi i Gavutu a les illes Salomó, va ser condecorat amb la Creu de la Marina, i per la seva subseqüent ocupació i defensa entre el 7 d'agost a desembre de 1942, va ser condecorat amb la Medalla d'Honor.
El juliol de 1943, assumí el comandament del 1r Cos Amfibi de Marines del general MacArthur, comandant-lo als desembarcaments a la badia de l'Emperadriu Augusta, Bougainville, a les illes Salomó septentrionals. Després d'establir el cap de platja inicial, cedí el comandament i tornà a Washington per comandar el Cos.

### Comandant del Cos de Marines

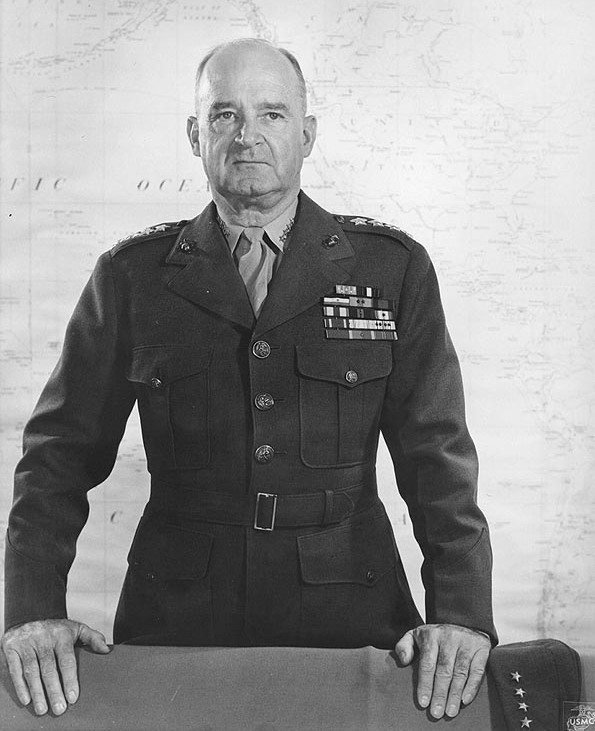
Vandegrift com a Comandant del Cos de Marines.

L'1 de gener de 1944, ja tinent general, es convertí en el 18è Comandant del Cos de Marines. El 4 d'abril de 1945, va ser promogut a general, amb antiguitat 21 de març de 1945, sent el primer oficial dels Marines en ser promogut a un rang de 4 estrelles durant el seu servei actiu.
Durant la seva comandància del Cos, els Marines van haver de fer front a diverses amenaces dels esforços de l'Exèrcit per absorbir la missió dels Marines. Davant aquestes serioses rivalitats entre els diferents serveis, Vandegrift va escriure al seu amic i successor Roy Geiger, "moltes vegades enyoro... la tranquil·la calma d'un bombardeig a Boungainville.
Tot i que la Marina simpatitzava amb els Marines, estava disposada a acceptar-ho amb tal de mantenir l'aviació naval quan es consolidés la Força Aèria. Les discussions de postguerra sobre la reestructuració de la defensa dels Estats Units, a causa del veloç procés de desmobilització i la voluntat d'unificar serveis obriren la porta a la desmantel·lació de la missió i el paper del Cos en la nova estructura defensiva. Entre els defensors d'aquestes retallades estava el President Harry Truman i el General Dwight Eisenhower (Truman arribà a afirmar que el Cos de Marines descansava sobre "la segona major màquina de propaganda del món"). En aquesta lluita de poders, el Cos de Marines s'alineà amb el Congrés, que advertia contra la invasió de les opinions civils davant les propostes de la Marina.
Per tal d'aconseguir el suport del Congrés, el Comandant Vandegrift pronuncià el famós "Discurs de genolls" el 6 de maig de 1946 davant el Comitè del Senat d'Afers Navals, en el qual afirmava:
| « | El Cos de Marines... creu que s'ha guanyat el dret de tenir el seu futur decidit pel cos legislatiu que el creà, res més. Els sentiments no són una consideració vàlida per decidir qüestions de seguretat nacional. Estem orgullosos de nosaltres mateixos i del nostre passat, però no deixem el nostre cas sobre qualsevol pretès sentiment de gratitud de la Nació. Agenollar-se no és una tradició del nostre Cos. Si els Marines, com a combatents, no han fet la seva feina després de 170 anys de servei, llavors han de plegar. Però crec que estaran d'acord amb mi en què s'han guanyat el dret de marxar amb dignitat i honor, no subjugats davant el paper d'inservibles i servils planejat pel Departament de Guerra. | » |

Pel seu destacat servei com a Comandant del Cos de Marines entre l'1 de gener de 1944 al 30 de juny de 1936, el General Vandegrift va ser condecorat amb la Medalla del Servei Distingit a la Marina. Deixà el servei actiu el 31 de desembre de 1947, i entrà a les llistes de retir l'1 d'abril de 1949.
El general va co-escriure un llibre narrant les seves experiències durant la Segona Guerra Mundial: Once a Marine: The Memoirs of General A. A. Vandegrift Commandant of the U.S. Marines in WW II.
El general Vandegrift va morir el 8 de maig de 1973 al Centre Mèdic Naval Nacional de Bethesda, Maryland, després d'una llarga malaltia. Va ser enterrat el 10 de maig de 1973 al Cementiri Nacional d'Arlington.

## Guardons i Condecoracions
Vandergrift va rebre les següents condecoracions:
- Medalla d'Honor
- Creu de la Marina
- Medalla del Servei Distingit a la Marina
- Citació Presidencial d'Unitat de la Marina i el Cos de Marines amb 1 Estrella
- Elogi d'Unitat Naval
- Medalla Expedicionària del Cos de Marines amb 3 Estrelles
- Medalla de la Campanya de Nicaragua
- Medalla del Servei a Mèxic
- Medalla de la Campanya d'Haití amb 1 Estrella
- Medalla de la Victòria a la I Guerra Mundial amb barra Índies Occidentals i 1 Estrella
- Medalla del Servei al Yangtze
- Medalla del Servei de Defensa Americana
- Medalla de la Campanya Americana
- Medalla de la Campanya Asiàtica-Pacífica amb 4 Estrelles d'Or
- Medalla de la Victòria a la II Guerra Mundial
- Medalla del Servei Distingit (Haití)
- Company de l'Orde del Bany (Regne Unit)
- Cavaller Comandant de l'Orde de l'Imperi Britànic (Regne Unit)
- Creu de l'Aviació de 1a Classe (Perú)
- Orde d'Abdon Calderon de 1a Classe (Ecuador)
- Gran Creu de Cavaller de l'Orde d'Orange-Nassau amb espases (Països Baixos)
- Orde de Pao Ting amb Corbata Especial (Xina)
- Gran Oficial de la Legió d'Honor (França)
- Medalla Militar (França)

El General Vandegrift va ser nomenat Doctor Honorífic en Ciències Militars per l'Acadèmia Militar de Pennsilvània, a més de doctorats honorífics en Dret per les universitats de Harvard, Colgate, Brown, Columbia i Maryland.
El 1982 es batejà la fragata USS Vandegrift (FFG-48) en honor seu.
El carrer principal que travessa Camp Pendleton s'anomena Vandegrift Blvd en honor seu.